# Lajos Vilmos badeni herceg
Lajos Vilmos badeni herceg (németül: Prinz Ludwig Wilhelm von Baden, teljes nevén Ludwig Wilhelm August; Karlsruhe, 1829. december 18. – Karlsruhe, 1897. április 27.) badeni herceg, porosz és badeni politikus, a Porosz Királyi Hadsereg tisztje.

## Élete
Lajos Vilmos herceg 1829-ben született a Badeni Nagyhercegség székhelyén Lipót badeni nagyherceg és Zsófia Vilma svéd királyi hercegnő ötödik gyermekeként a nyolc közül. Noha a Lajos volt az első neve, családi körben a herceg második keresztnevét, a Vilmost használta.
Fiatalon lépett be a hadseregbe, 1849-ben már a porosz királyi 1. gyalogos testőrség főhadnagyává léptették elő. 1856-ban a testőrség tüzérségéhez csatlakozott őrnagyként; a ranglétrán gyorsan emelkedett, előbb vezérőrnagyként, végül parancsnokként irányította a tüzérséget.
A herceg 1863-ban abbahagyta a porosz hadseregben való szolgálatot, hogy február 11-én feleségül vehesse Marija Makszimilianovna Romanovszkaja leuchtenbergi hercegnőt (1841–1914), aki Marija Nyikolajevna orosz nagyhercegnő leányaként a Romanov-ház tagjának számított. Kapcsolatukból két gyermek született:
- Zsófia Mária Lujza hercegnő (1865–1939), házassága révén Anhalt uralkodó hercegnéje
- Miksa Sándor Frigyes herceg (1867–1929), a Német Császárság kancellárja.

A herceg 1866-ban, a porosz–osztrák–olasz háború kitörésekor lépett vissza a hadsereg kötelékeibe, hogy a poroszokat támogatva irányítsa a badeni haderőket. Ellenfelei azt vetették szemére, hogy túlságosan is óvatosan vezette katonáit. A Francia Császárság bukásához vezető 1870–1871-es porosz–francia háború során a hercegre bízták az 1. badeni dandár vezetését. Nuits városa mellett Lajos Vilmos herceg súlyos sérülést szenvedett a harcok alatt. 1895-ben, a nuitsi csata huszonötödik évfordulóján II. Vilmos német császár megjutalmazta őt a „Pour le Mérite”-tel, a legmagasabb porosz katonai vitézségi kitüntetéssel.
1871 és 1873 között Lajos Vilmos herceg hazáját, a Badeni Nagyhercegséget képviselte a Reichstagban, a német parlamentben. Utolsó katonai szerepét a gyalogságnál kapta, ahol parancsnoki pozíciót szerzett. Lajos Vilmos herceg Karlsruhéban hunyt el 1897. április 27-én. A badeni nagyhercegi család hagyományos temetkezési helyén temették el.